# Sphaerodactylus armstrongi
Espèce
Sphaerodactylus armstrongi est une espèce de geckos de la famille des Sphaerodactylidae.

## Répartition
Cette espèce est endémique d'Hispaniola. Elle se rencontre à Haïti et en République dominicaine.

## Liste des sous-espèces
Selon The Reptile Database (14 juin 2012) :
- Sphaerodactylus armstrongi armstrongi Noble & Hassler, 1933
- Sphaerodactylus armstrongi hypsinephes Thomas & Schwartz, 1983

## Étymologie
Cette espèce est nommée en l'honneur de Lorenzo D. Armstrong.

## Publications originales
- Noble & Hassler, 1933 : Two new species of frogs, five new species and a new race of lizards from the Dominican Republic. American Museum Novitates, n. 652, p. 1-17 (texte intégral).
- Thomas & Schwartz, 1983 : Part 2. Sphaerodactylus savagei, S. cochranae, S. darlingtoni, S. armstrongi, S. streptophorus, and conclusions, p. 31-60 in Schwartz & Thomas, 1983 : The difficilis complex of Sphaerodactylus (Sauria, Gekkonidae) of Hispaniola. Bulletin of Carnegie Museum of Natural History, vol. 22, p. 1-60.